# Filipstads distrikt

Filipstads distrikt är ett distrikt i Filipstads kommun och Värmlands län. Distriktet ligger omkring Filipstad i östra Värmland och gränsar till Västmanland. 

## Tidigare administrativ tillhörighet
Distriktet inrättades 2016 och utgörs av området som Filipstads stad omfattade fram till 1971 samt Färnebo socken i Filipstads kommun.
Området motsvarar den omfattning Filipstads församling hade 1999/2000 och fick 1971 när Färnebo församling införlivades.

## Tätorter och småorter
I Filipstads distrikt finns två tätorter och en småort.

### Tätorter
- Filipstad
- Persberg

### Småorter
- Kalhyttan

### Övriga orter
- Långban